# Bolitoglossa phalarosoma
Bolitoglossa phalarosoma é uma espécie de anfíbio caudado pertencente à família Plethodontidae, sub-família Plethodontinae.